# Fructificació
Fructificació (del llatí: fructificatio) és un terme usat en la morfologia vegetal per referir-se a les parts generatives de les plantes (flor i fruit) de forma oposada a les parts vegetatives: tronc, arrels i fulles). De vegades s'aplica de manera més àmplia a les parts generatives de les gimnospermes, falgueres, equisets, i licòfits, malgrat que elles no produeixen ni fruits ni flors. En els fongs els seus cossos fructífers són els esporocarps.
Des de l'obra d'Andrea Caesalpino (1519–1603) les característiques de la fructificació s'han usat com a base de la classificació científica de les plantes. Carl von Linné (1707–1778) va arribar a un alt grau de precisió en la descripció de les parts de la fructificació. Ell va insistir en el fet que els gèneres de les plantes superiors es podien caracteritzar només amb termes de la fructificació sense utilitzar les parts vegetatives les quals es farien servir per caracteritzar les espècies dins dels gèneres. En aquells temps es creia que totes les plantes tenien flors i fruits. Va ser només a partir del segle xix quan es van reconèixer les importants diferències existents entre els llavors i les espores i es va restringir el termes de flor i fruit a les plantes angiospermes.
Més tard, els taxonomistes botànics van reintroduir l'ús de les parts vegetatives de les plantescom la base per als diferents nivells de jerarquia taxonòmica.